# کنسرت سیمرغ
کنسرت سیمرغ نام یک آلبوم تصویری موسیقی سنتی ایرانی است با صدای همایون شجریان و اجرای ارکستر سیمرغ و آهنگ سازی حمید متبسم مربوط به کنسرتی در سال ۱۳۹۰ در تالار وحدت تهران می‌باشد. این اثر در استودیو نیز اجرا شده و در قالب آلبوم استودیویی سیمرغ انتشار یافته است. در این کنسرت اشعار فردوسی در دستگاه‌های چهارگاه، همایون، اصفهان، ماهور و نوا اجرا شده است. این آلبوم بر اساس داستان زال شاهنامه اثر فردوسی می‌باشد.

## شرح آلبوم

### فهرست آهنگ‌ها
- بر اساس داستان زال شاهنامه اثر فردوسی

1. دیباچه
2. زادن زال
3. سام و زال
4. سیمرغ و زال
5. بازگشت زال
6. رودابه و زال